# Eleia

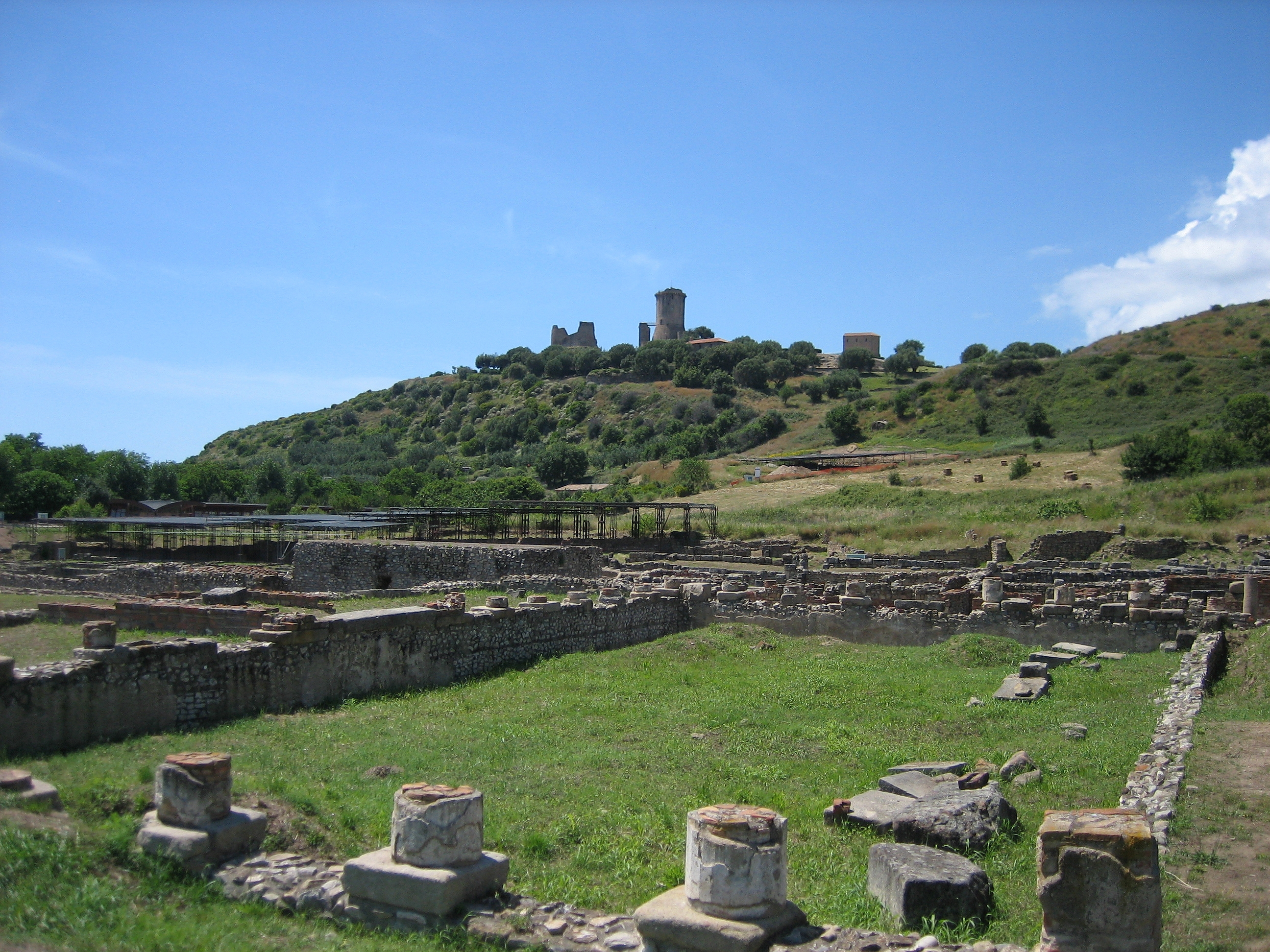
Escavação na área de Vélia (Eleia), perto de Ascea, Campânia, Itália

Eleia (em grego clássico: Ελαία), denominada Vélia na época romana, é uma antiga cidade da Magna Grécia. O sítio arqueológico  encontra-se na área da comuna de Ascea, dentro do Parque Nacional do Cilento e do Vale de Diano, província de Salerno, no sul da Itália.  As ruínas compreendem muralhas, um teatro, partes de torres e portões e restos de habitações. Foi declarada Patrimônio Mundial pela UNESCO em 1998. Nas proximidades existe uma pequena vila ainda habitada.

## História
Quando a Fócida foi conquistada por Harpago, general de Ciro, o Grande, alguns fócios, sob a liderança de Creôntides, embarcaram com suas famílias e foram até Cirno e Messália, mas sendo derrotados nestes lugares fundaram Eleia.
A cidade foi fundada em torno de 538 a.C.[carece de fontes?], e lá nasceram  Parmênides e Zenão, expoentes da chamada Escola eleata.

## Política
Segundo Estrabão, a cidade sempre foi bem governada, inclusive com a influência dos filósofos Eleáticos Parmênides e Zenão, e por isso resistiu e triunfou sobre seus vizinhos Leucanos e Posidoníatas, mesmo tendo território e população menores.

## Economia
Por ter um solo muito pobre, a economia de Eleia era baseada no mar, com fábricas para o salgamento de peixes e outras indústrias.